# Derby calcistici in Germania
Questa è una lista dei principali derby calcistici in Germania.

## Club

### Inter-regionali
| Prima squadra        | Seconda squadra     | Soprannome                                                                                                   | Note | Riferimenti                        |
| -------------------- | ------------------- | --- | --- | ---------------------------------- |
| Bayern Monaco        | Hamburger SV        | Nord-Süd-Gipfel ('Incontro Nord-Sud').                                                                       | | [ 1 ] [ 2 ] [ 3 ]                  |
| Bayern Monaco        | Schalke 04          | | |                                    |
| Bayern Monaco        | VfB Stuttgart       | Südderby ('derby meridionale'), Südgipfel ('incontro meridionale'), Südschlager ('blockbuster meridionale'). | | [ 4 ]                              |
| Bayern Monaco        | Borussia Dortmund   | Der Klassiker ('il classico').                                                                               | In Bundesliga è considerato l'equivalente del Clásico spagnolo                                                                                           | [ 5 ] [ 6 ] [ 7 ] [ 8 ] [ 9 ]      |
| Bayern Monaco        | Werder Bremen       | Nord-Süd-Klassiker                                                                                           | Nome per i due rivali di vecchia data della Bundesliga nella massima serie tedesca. Le partite tra loro sono le più giocate nella massima serie tedesca. | [ 10 ] [ 11 ]                      |
| Hamburger SV         | Werder Bremen       | Nordderby ('derby settentrionale').                                                                          | | [ 12 ] [ 13 ]                      |
| Preußen Münster      | VfL Osnabrück       | Grenzlandderby ('derby della frontiera')                                                                     | Nome del derby che fa riferimento al confine tra Renania settentrionale-Vestfalia e Bassa Sassonia.                                                      | [ 14 ] [ 15 ] [ 16 ] [ 17 ] [ 18 ] |
| 1. FC Kaiserslautern | SV Waldhof Mannheim | Südwest derby                                                                                                | | [ 19 ]                             |
| Kickers Offenbach    | SV Waldhof Mannheim | | | [ 20 ] [ 21 ] [ 22 ]               |
| Hansa Rostock        | FC St. Pauli        | Politisches Derby ('derby politico')                                                                         | Il nome del derby fa riferimento agli schieramenti di sinistra del St. Pauli e di destra del Rostock.                                                    | [ 23 ] [ 24 ]                      |

### Regionali

#### Baden-Württemberg
| Prima squadra    | Seconda squadra | Soprannome                                  | Note | Riferimenti   |
| ---------------- | --------------- | ------------------------------------------- | ---- | ------------- |
| Karlsruher SC    | VfB Stuttgart   | Baden-Schwaben-Derby ('derby Baden–Svevia') |      | [ 25 ]        |
| SC Freiburg      | VfB Stuttgart   | Baden-Schwaben-Derby ('derby Baden–Svevia') |      | [ 25 ]        |
| Karlsruher SC    | Baden-Derby     |                                             |      |               |
| 1. FC Heidenheim | VfR Aalen       | Ostalb-Derby                                |      | [ 26 ] [ 27 ] |

#### Baviera
| Prima squadra   | Seconda squadra | Soprannome              | Note | Riferimenti          |
| --------------- | --------------- | ----------------------- | ---- | -------------------- |
| 1. FC Nürnberg  | Bayern Monaco   | Derby della Baviera     |      |                      |
| 1. FC Nürnberg  | Greuther Fürth  | Derby della Franconia   |      | [ 28 ]               |
| FC Augsburg     | 1860 Munich     | FC Augsburg–1860 Munich |      |                      |
| FC Augsburg     | FC Ingolstadt   | Augsburg–Ingolstadt     |      | [ 29 ] [ 30 ]        |
| Jahn Regensburg | FC Ingolstadt   | Derby del Danubio       |      | [ 31 ] [ 32 ] [ 33 ] |

#### Ex Germania Est
| Prima squadra   | Seconda squadra | Soprannome                                      | Note | Riferimenti   |
| --------------- | --------------- | ----------------------------------------------- | --- | ------------- |
| Erzgebirge Aue  | FSV Zwickau     | Erzgebirgsderby ('derby dei Monti Metalliferi') | | [ 34 ]        |
| Erzgebirge Aue  | Chemnitzer FC   |                                                 | | [ 35 ]        |
| Hallescher FC   | Chemnitzer FC   |                                                 | | [ 36 ] [ 37 ] |
| Carl Zeiss Jena | Rot-Weiß Erfurt | Derby della Turingia                            | | [ 38 ]        |
| Union Berlin    | Hansa Rostock   |                                                 | | [ 39 ]        |
| 1. FC Magdeburg | Dynamo Dresden  | Elb-Clasico                                     | | [ 40 ] [ 41 ] |
| Energie Cottbus | SV Babelsberg   | Derby del Brandenburgo                          | Il derby ha anche un forte elemento politico dovuto agli schieramenti di sinistra del Babelsberg e di destra del Cottbus. | [ 43 ]        |
| BFC Dynamo      | Dynamo Dresden  |                                                 | Le due squadre più vincenti nella DDR-Oberliga                                                                            | [ 44 ]        |

#### Assia
| Prima squadra       | Seconda squadra   | Soprannome       | Note | Riferimenti   |
| ------------------- | ----------------- | ---------------- | ---- | ------------- |
| Eintracht Frankfurt | Darmstadt 98      | Derby dell'Assia |      | [ 45 ] [ 46 ] |
| Eintracht Frankfurt | Kickers Offenbach | Derby del Meno   |      | [ 47 ]        |
| Darmstadt 98        | Kickers Offenbach |                  |      |               |

#### Schleswig-Holstein
| Prima squadra | Seconda squadra | Soprannome          | Note | Riferimenti |
| ------------- | --------------- | ------------------- | ---- | ----------- |
| VfB Lübeck    | Holstein Kiel   | Derby dell'Holstein |      | [ 48 ]      |

#### Bassa Sassonia / Brema
| Prima squadra | Seconda squadra        | Soprannome                 | Note | Riferimenti          |
| ------------- | ---------------------- | -------------------------- | ---- | -------------------- |
| Hannover 96   | Eintracht Braunschweig | Derby della Bassa Sassonia |      | [ 49 ]               |
| SV Meppen     | VfL Osnabrück          |                            |      | [ 50 ] [ 51 ] [ 52 ] |
| SV Meppen     | VfB Oldenburg          |                            |      | [ 53 ]               |

#### Renania settentrionale-Vestfalia
| Prima squadra     | Seconda squadra          | Soprannome                         | Note | Riferimenti          |
| ----------------- | ------------------------ | ---------------------------------- | --- | -------------------- |
| Borussia Dortmund | Schalke 04               | Revierderby                        | Anche le partite tra le squadre della Ruhr (Borussia Dortmund, Schalke 04, VfL Bochum, MSV Duisburg, Rot-Weiss Essen, Rot-Weiß Oberhausen e SG Wattenscheid) vengono spesso denominate Revierderby, più spesso Kleine (Piccolo) Revierderby a scopo di disambiguazione. | [ 12 ] [ 54 ] [ 55 ] |
| Borussia Dortmund | Borussia Mönchengladbach | Borussen derby                     | | [ 56 ] [ 57 ]        |
| 1. FC Köln        | Borussia Mönchengladbach | Derby della Renania                | Può essere occasionalmente denominata derby della Renania anche qualsiasi partita tra Borussia Mönchengladbach, 1. FC Köln, Fortuna Düsseldorf e Bayer Leverkusen | [ 58 ]               |
| Arminia Bielefeld | SC Preußen Münster       | Derby della Vestfalia              | A volte altre partite tra squadre di quest'area sono etichettate come derby della Vestfalia, ad es. Arminia Bielefeld-Borussia Dortmund. | [ 59 ] [ 60 ]        |
| FC Gütersloh      | SC Verl                  | derby del circondario di Gütersloh | | [ 61 ]               |
| FC Gütersloh      | SC Wiedenbrück           | derby del circondario di Gütersloh | |                      |
| SC Verl           |                          | derby del circondario di Gütersloh | [ 62 ] [ 63 ] |                      |

#### Saarland
| Prima squadra     | Seconda squadra | Soprannome           | Note   | Riferimenti          |
| ----------------- | --------------- | -------------------- | ------ | -------------------- |
| 1. FC Saarbrücken | FC 08 Homburg   | Derby della Saarland |        | [ 64 ] [ 65 ] [ 66 ] |
| 1. FC Saarbrücken | SV Elversberg   | Derby della Saarland |        |                      |
| FC 08 Homburg     |                 | Derby della Saarland | [ 67 ] |                      |

### Cittadini
- Derby calcistici in Baviera:
  - Derby di Monaco di Baviera: Bayern Munich-1860 Munich
  - Derby Unterhaching–Munich: SpVgg Unterhaching-Bayern Munich/1860 Munich
  - Derby di Augusta: TV 1847 Augsburg-BC Augsburg
  - Derby di Würzburg: Würzburger Kickers-Würzburger FV
- Derby di Berlino:
  - Derby di Berlino Est–Ovest: Union Berlin-Hertha BSC[68]
  - Derby di Berlino Est: Union Berlin-BFC Dynamo[69]
  - Derby politico berlinese: Berliner AK 07-BFC Dynamo[70][71][72][73]
- Derby di Dortmund : Borussia Dortmund -ASC 09 Dortmund
- Derby di Bochum: VfL Bochum-SG Wattenscheid[74]
- Derby di Brandenburgo: Brandenburger SC-Stahl Brandenburg[75][76]
- Derby di Colonia: 1. FC Köln vs. Fortuna Köln[77] vs. Viktoria Köln[78][79][80]
- Derby di Essen: Rot-Weiss Essen-Schwarz-Weiß Essen[81][82]
- Derby di Francoforte: Eintracht Frankfurt-FSV Frankfurt[83]
- Derby di Amburgo: Hamburger SV-FC St. Pauli[84]
- Derby di Herzogenaurach (Adidas–Puma): ASV Herzogenaurach-1. FC Herzogenaurach[85]
- Derby di Lipsia: RB Leipzig vs Chemie Leipzig vs Lokomotive Leipzig[86][87][88]
- Derby di Oldenburg: VfB Oldenburg-VfL Oldenburg[73][89][90]
- Derby di Stoccarda: VfB Stuttgart-Stuttgarter Kickers[91]

## Derby nelle coppe europee
Real Madrid-Bayern Monaco è la partita che storicamente è stata giocata più spesso in Champions League/Coppa dei Campioni con 26 partite. La sconfitta più grande precedente del Real in casa in Champions League è arrivata per mano del Bayern il 29 febbraio 2000 (2–4). Dato che il Bayern è tradizionalmente difficile da battere per il Real, i tifosi del Real si riferiscono spesso al Bayern come alla "Bestia negra" ("Bestia Nera"). Nonostante il numero di duelli, Bayern e Real non si sono mai incontrati in una finale di Champions League o Coppa dei Campioni.

## Nazionale
Anche la nazionale tedesca ha molte rivalità, tra cui Inghilterra, Italia, Paesi Bassi, Francia e Polonia. Quando c'erano due squadre nazionali tedesche, Germania Ovest e Germania Est, anch'esse erano rivali.

### Inghilterra
La rivalità calcistica Germania-Inghilterra è considerata principalmente un fenomeno inglese: nel periodo precedente a qualsiasi partita di competizione tra le due squadre, molti giornali del Regno Unito pubblicano articoli che descrivono in dettaglio i risultati degli incontri precedenti, come quelli del 1966 e del 1990. I tifosi di calcio in Inghilterra spesso considerano la Germania come i loro principali rivali sportivi e si preoccupano più di questa rivalità rispetto a quelle con altre nazioni, come l'Argentina o la Scozia. La maggior parte dei tifosi tedeschi considera i Paesi Bassi o l'Italia come i loro rivali calcistici tradizionali e, in quanto tali, di solito la rivalità non viene presa sul serio come in Inghilterra.
Le nazionali di calcio inglese e tedesca si affrontano dalla fine del XIX secolo e ufficialmente dal 1930. Le squadre si incontrarono per la prima volta nel novembre 1899, quando l'Inghilterra sconfisse la Germania in quattro partite consecutive. Partite degne di nota tra Inghilterra e Germania (o Germania Ovest) includono la finale della Coppa del Mondo FIFA 1966 e le semifinali della Coppa del Mondo FIFA 1990 e di UEFA Euro 1996.

### Italia
La rivalità calcistica Germania-Italia tra le nazionali di calcio di Germania ed Italia, le due nazionali di calcio di maggior successo in Europa e solo dietro al Brasile a livello internazionale, è di lunga data. Complessivamente, le due squadre hanno vinto otto Mondiali FIFA (quattro a testa) e hanno totalizzato quattordici presenze nella finale del torneo (otto per la Germania e sei per l'Italia), più di tutte le altre nazioni europee messe insieme. Hanno giocato una contro l'altra cinque volte in Coppa del Mondo e molte di queste partite sono state importanti nella storia del torneo. La "Partita del secolo", la semifinale del 1970 tra le due nazionali vinta dall'Italia per 4-3 nei tempi supplementari, fu così drammatica da essere ricordata da una targa all'ingresso dell'Estadio Azteca di Città del Messico.
La Germania ha vinto anche tre Campionati Europei mentre l'Italia due. Si sono affrontate quattro volte nell'Europeo, con tre pareggi (una vittoria tedesca ai rigori) e una vittoria italiana. Mentre la Germania ha vinto più campionati internazionali, l'Italia è in gran parte dominante negli scontri diretti internazionali, avendo battuto la Germania 15 volte in 35 partite, con 12 pareggi e 8 sconfitte. Inoltre, la Germania non aveva mai sconfitto l'Italia in una partita di un torneo importante fino alla vittoria nei quarti di finale di Euro 2016, ai rigori (anche se statisticamente considerati un pareggio), con tutte le altre vittorie della Germania sull'Italia in competizioni amichevoli. Tuttavia, il pareggio tra le due squadre nella fase a gironi di Euro 1996 ha eliminato l'Italia dal torneo, mentre la Germania si era già qualificata per la fase a eliminazione diretta.

### Paesi Bassi
La rivalità calcistica Germania-Paesi Bassi è una delle poche rivalità calcistiche di vecchia data a livello nazionale. A partire dal 1974, quando gli olandesi persero in finale la Coppa del Mondo FIFA 1974 contro la Germania Ovest (sebbene profondamente radicati nella germanofobia olandese a causa dell'occupazione tedesca dei Paesi Bassi durante la seconda guerra mondiale), la rivalità tra le due nazioni è diventata una delle rivalità calcistiche internazionali più conosciute al mondo.
Entrambe le nazioni calcistiche sono state tra le prime classificate secondo la classifica delle nazioni calcistiche più forti di Elo Ratings e si sono incontrate un totale di 40 volte (di cui 8 partite competitive) che hanno portato a 15 vittorie per la Germania, 15 pareggi e 10 vittorie per Paesi Bassi.

### Germania Est-Germania Ovest
La rivalità calcistica Germania Est-Germania Ovest  era una rivalità calcistica tra le squadre della Germania Est e della Germania Ovest, esistenti dal 1949 al 1990, mentre esistevano due paesi tedeschi separati. I club dei due paesi s'incontrarono a livello ufficiale sia in competizioni per nazionali che per club come la Coppa del Mondo FIFA o la Coppa dei Campioni. Mentre la nazionale della Germania Ovest ricevette un forte sostegno nella Germania Est, con i tifosi dell'Est che spesso si recavano nelle trasferte della Germania Ovest nell'Europa orientale, gli incontri tra squadre dell'est e dell'ovest nelle coppe europee furono spesso molto combattuti.